# Rüsztem
Rüsztem pasa (Skradin, 1500 körül – Isztambul, 1561. július 10.) kétszeres oszmán nagyvezír I. Szulejmán uralkodása alatt. Mihrimah szultána férje.

## Élete
1500 körül jött világra a mai Horvátország területén, Skradin városában. Még gyermekként az Oszmán Birodalom fővárosába, Konstantinápolyba került, ahol később katonai és politikai karriert épített ki. 1539. november 26-án nőül vette I. Szulejmán oszmán szultán és felesége, Hürrem szultána egyetlen leányát s második gyermekét, az akkor 17 éves Mihrimah szultánát.
Élete során kétszer is betölthette az Oszmán Birodalom fővezíri tisztségét a szultán mellett, először 1544-től 1553-ig, utána pedig 1555 és 1561 között. Feleségétől, Mihrimah szultánától három gyermeke született házasságuk 21 éve során, két fiú (Murád és Mehmet) és egy leány (Ayşe Hümaşah). Anyósa, Hürrem szultána hűséges támogatójaként részt vett az asszony ellenségei ellen folytatott intrikákban. Hürrem emiatt tervezte el, hogy hozzáadja leányát, megerősítve ezzel kettejük politikai szövetségét, ám frigyük nem bizonyult boldognak.
A pasa igen korrupt államférfinek bizonyult, rengeteg kenőpénzt fogadott el, amiből az évek során szép kis vagyont halmozott fel. Azonban annak érdekében, hogy fenntartsa az oszmán nép iránta táplált szeretetét, magánvagyonából számos középületet emeltetett, többek közt mecseteket, s pénzt osztott a nincstelen embereknek is.
Halálakor a következő számvetés maradt fenn magánvagyonáról: 815 kisebb-nagyobb földbirtok Ruméliában és Anatóliában, 476 malom, 1700 főnyi rabszolga, 2900 db hadiló, 1106 teve stb. A törökországi Isztambul Hasırcılar Çarşısı nevű városrészében található a Rüsztem Pasa Mecset, melyet a híres korabeli oszmán birodalmi építész, Mimar Sinan tervezett. A gyönyörű imaház 1561 és 1563 között készült el.
A pasa 1561. július 10-én, körülbelül 61 éves korában hunyt el, három évvel anyósa, a befolyásos és ravasz Hürrem szultána után, Konstantinápoly városában. Özvegye, Mihrimah szultána – aki többé nem ment férjhez – 1578. január 25-én, 55 évesen halt meg.

### Galéria

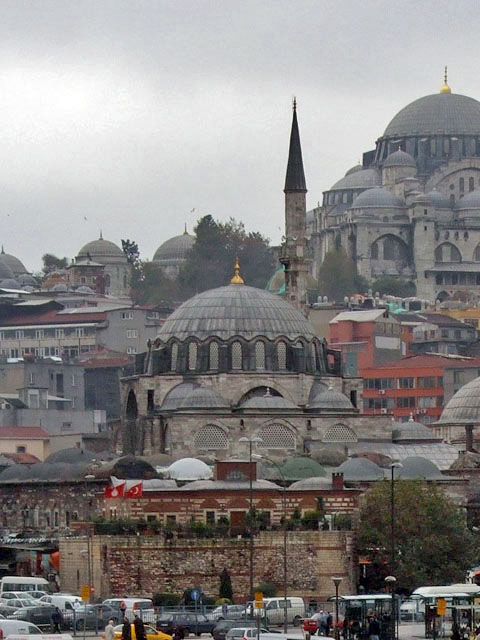
Rüsztem pasa-mecset (előtérben)
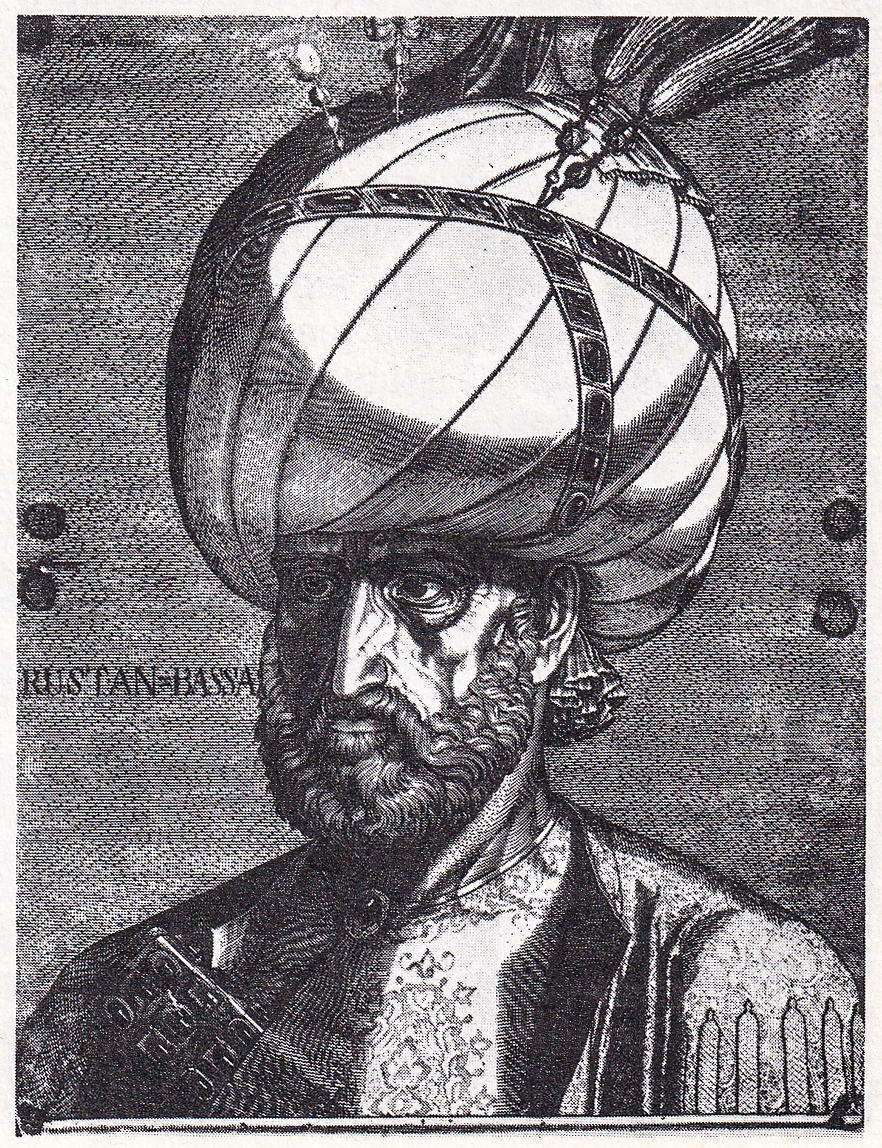
Rusztem pasa egy 1688-as hamburgi kiadású könyvben
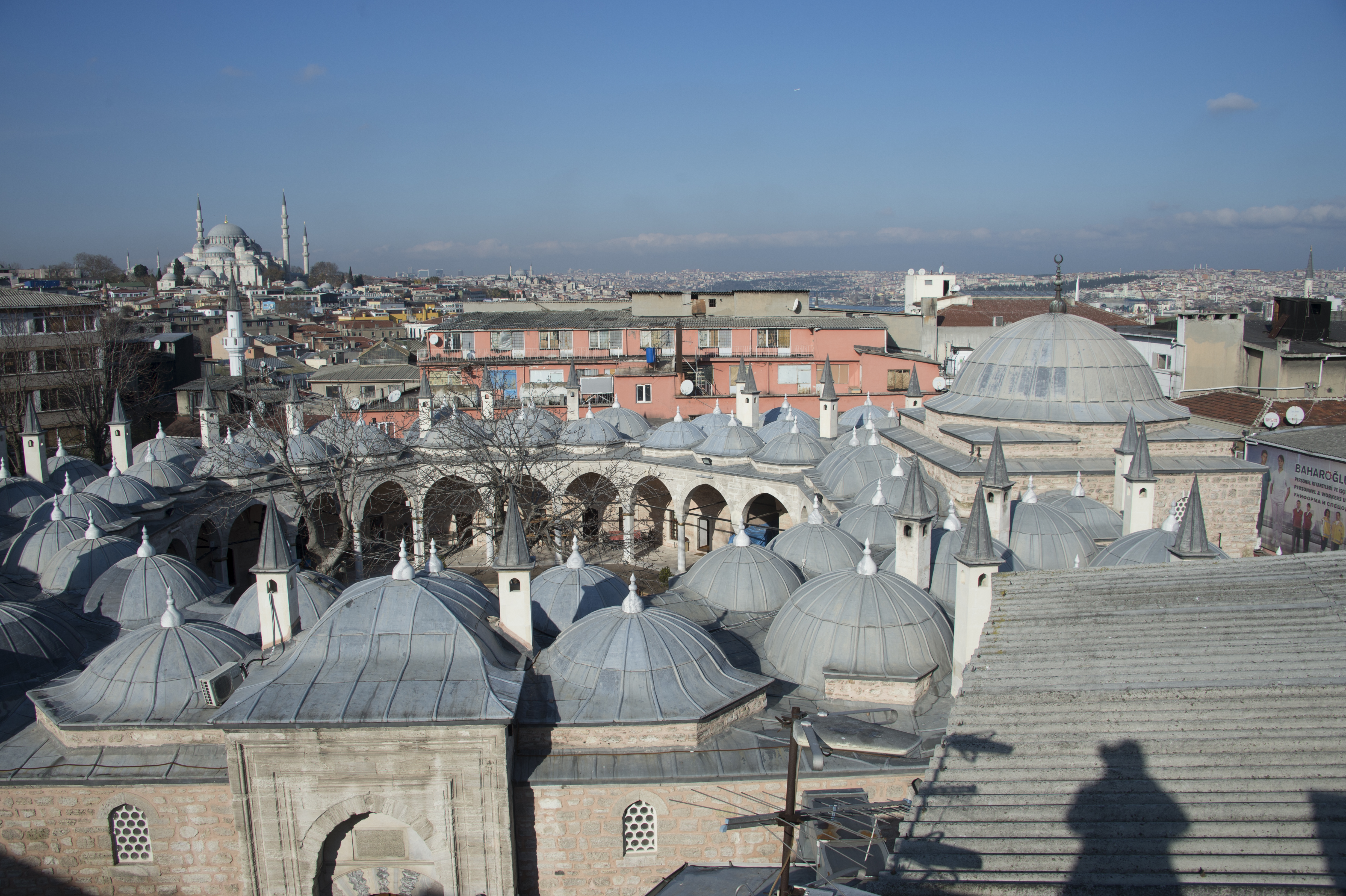
Rüsztem pasa medreszéje, Szinán építész alkotása

## Emlékezete
- A világszerte népszerű Szulejmán (Muhteşem Yüzyıl) című televíziós sorozat 3. és 4. évadjában (2012-től) Damat[1] Rüsztem pasát Ozan Güven alakította.[2]